# Klausenbergkapelle (Koblenz)

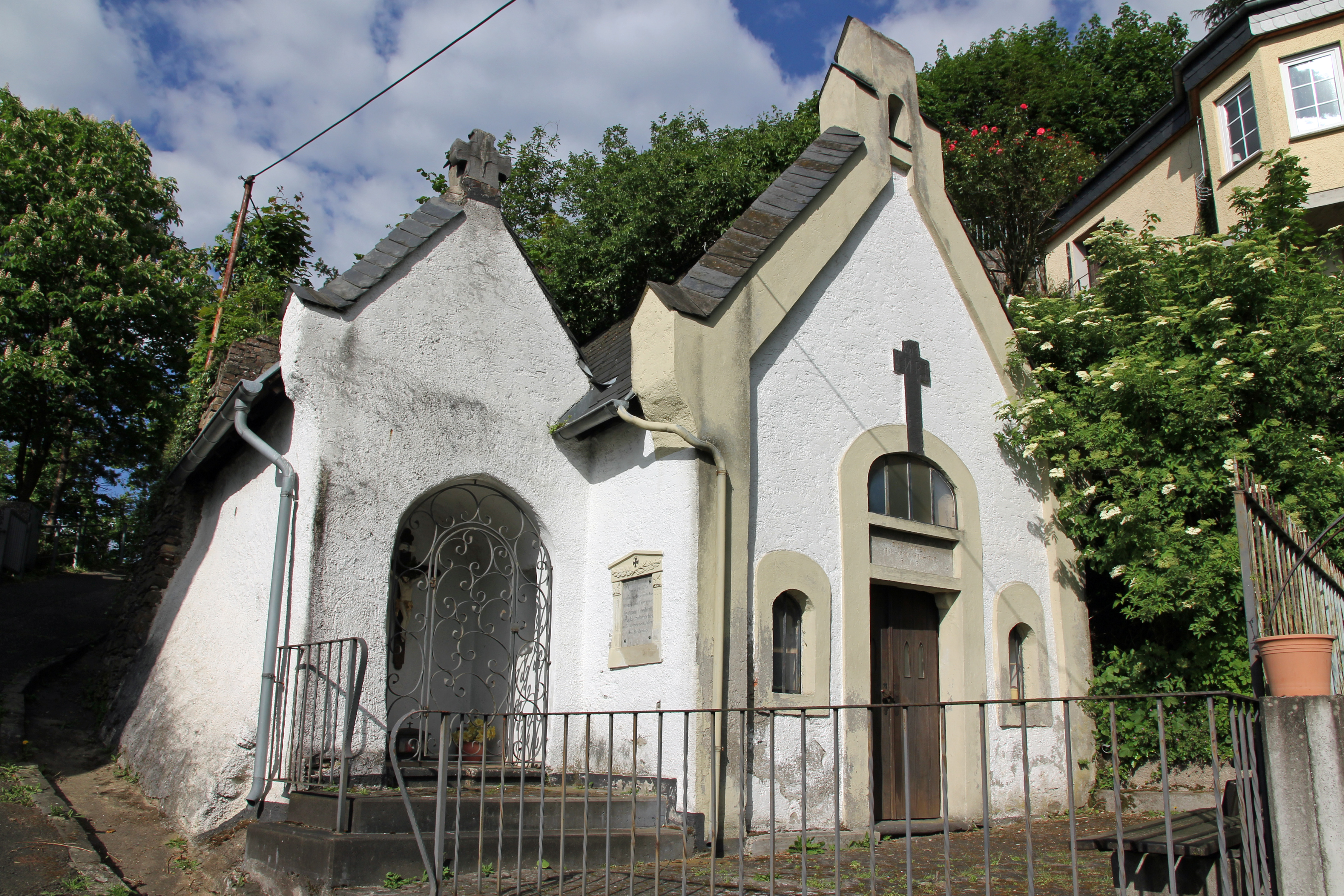
Die Klausenbergkapelle in Koblenz-Ehrenbreitstein

Die Klausenbergkapelle ist eine Kapelle in Koblenz. Die im 19. Jahrhundert erbaute Marien-Kapelle steht im Stadtteil Ehrenbreitstein und besitzt eine Gedenktafel für den 1795 hier gefallenen kurtrierischen Leutnant Freiherr Arnold von Solemacher (1766–1795).

## Geschichte
Wann genau die Klausenbergkapelle in einem früheren Weinberg errichtet wurde, ist nicht genau geklärt. Nach einer Überlieferung wurde sie durch eine Stiftung von Martin Haas 1825 errichtet, nach einer anderen erfolgte die Einsegnung im Jahr 1844.

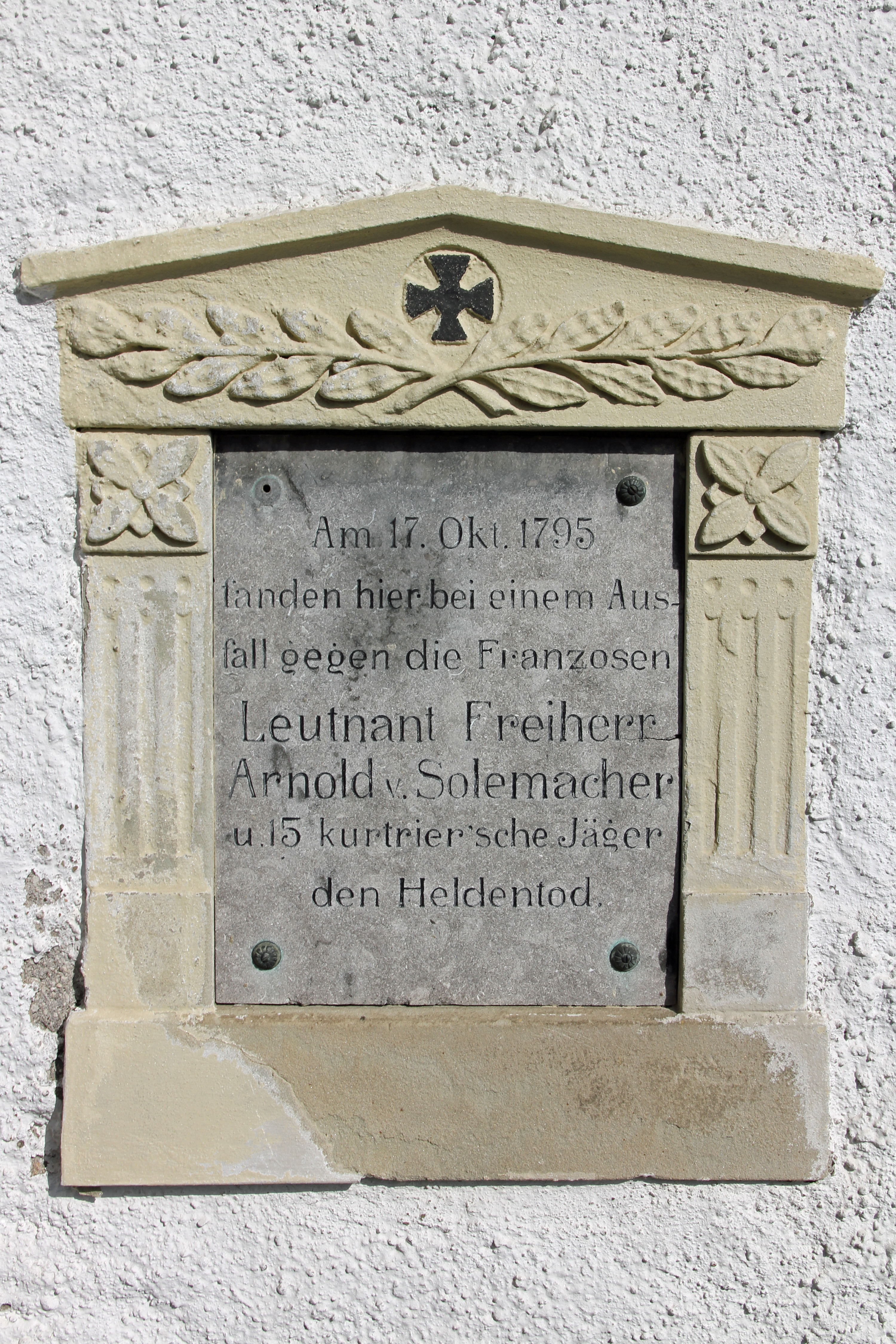
Die Gedenktafel an den gefallenen Leutnant Freiherr Arnold von Solemacher

Bereits vorher befand sich am Klausenberg eine kleine Marien-Kapelle, in deren Nähe am 17. Oktober 1795 der Leutnant Freiherr Arnold von Solemacher mit 15 kurtrierischen Jägern von Franzosen schwer verwundet wurde. Er führte mit seinem Stoßtrupp einen Ausfall aus der von den Franzosen während der Koalitionskriege belagerten Festung Ehrenbreitstein aus, um feindliche Truppen auf den Arzheimer Höhen zurückzuschlagen. Zwei Tage später verstarb der Leutnant im Alter von 29 Jahren an den Folgen seiner Verletzungen und wurde auf dem Friedhof neben der Heilig-Kreuz-Kirche beerdigt, der 1830 aufgegeben wurde.
Oberstleutnant Wilhelm von Bötticher, der Besitzer der benachbarten Rheinburg, ließ 1901 an der Klausenbergkapelle eine Gedenktafel in Erinnerung an die 16 bei dem Ausfall ums Leben gekommenen Soldaten anbringen. Die Klausenbergkapelle ging 1937/38 in den Besitz der Stadt Koblenz über. Danach musste die Kapelle mehrfach renoviert werden.

## Bau
Die Klausenbergkapelle besteht aus zwei kleinen Häusern, die versetzt aneinander gebaut sind. Sie besitzen Satteldächer mit Schildgiebeln. Das linke, kleinere Haus ist mit einem Basaltkreuz mit aufgebogenen Hastenenden und reliefartigem Kruzifix bekrönt, vermutlich ein ehemaliges Grabkreuz. Über dem rundbögigen Eingang des rechten, größeren Hauses ist ein schlichtes Basaltkreuz mit der Aufschrift AVM - INRI angebracht. Darunter über dem Türsturz eine Gedenktafel in Erinnerung an die Toten der beiden Weltkriege.
An der Seitenwand des rechten Hauses ist eine Gedenktafel in einem Ädikularrahmen angebracht. Hier steht zu lesen: „Am 17. Okt. 1795 fanden hier bei einem Ausfall gegen die Franzosen Leutnant Freiherr Arnold v. Solemacher u. 15 kurtrierische Jäger den Heldentod.“

## Denkmalschutz
Die Klausenbergkapelle ist ein geschütztes Kulturdenkmal nach dem Denkmalschutzgesetz (DSchG) und in der Denkmalliste des Landes Rheinland-Pfalz eingetragen. Sie steht in Koblenz-Ehrenbreitstein im Klausenbergweg.
Seit 2002 ist die Klausenbergkapelle Teil des UNESCO-Welterbes Oberes Mittelrheintal.